# Ulrich F. Opfermann
Ulrich Friedrich Opfermann (* 1945 in Krefeld) ist ein deutscher Historiker und Autor.

## Leben
Ulrich F. Opfermann ist gelernter Industriekaufmann und promovierter Historiker. Er studierte an der Universität Köln und an der Gesamthochschule Siegen Volkswirtschaft, Geschichte, Germanistik und Erziehungswissenschaften. In den 1970er Jahren war er zeitweise Mitglied der SPD und schloss sich dem Sozialistischen Hochschulbund (SHB) an. Er war studentischer Gründungssenator der GH Siegen.
Er war Vorstandsmitglied der NS-Gedenkstätte Aktives Museum Südwestfalen in Siegen und im Arbeitskreis der NS-Gedenkstätten und -Erinnerungsorte in NRW aktiv. Er ist wissenschaftlicher Mitarbeiter des Rom e. V. in Köln und war Vorstandsmitglied des Vereins. Er ist Mitglied der Gesellschaft für Antiziganismusforschung.
Als Autor beschäftigt er sich besonders mit der Geschichte von Roma, Juden und Jenischen sowie mit der deutschen Nationalismus- und NS-Geschichte. Er legt einen Schwerpunkt auf Westdeutschland.
Er arbeitete zeitweise als Dozent am Historischen Seminar der Universität Siegen. Sein von ihm gemeinsam mit Karola Fings herausgegebener Band Zigeunerverfolgung im Rheinland und in Westfalen 1933–1945 wurde von Gottfried Niedhart als „mit bemerkenswerter analytischer Kompetenz und mit großer Empathie für die Opfer“ rezensiert.

## Veröffentlichungen (Auswahl)

### Monographien
- Atomwaffen in unserer Nähe. Vorstand der GEW Siegen – Arbeitsgruppe Friedenserziehung, Siegen 1982.
- Heimat, Fremde. „Ausländereinsatz“ im Siegerland, 1939 bis 1945. Wie er ablief und was ihm vorausging. Siegen 1991.
- „Daß sie den Zigeuner-Habit ablegen“. Die Geschichte der „Zigeuner-Kolonien“ zwischen Wittgenstein und Westerwald. Lang, Frankfurt am Main 1997, 2., erg. Aufl.
- Siegerland und Wittgenstein im Nationalsozialismus: Personen, Daten, Literatur. Ein Handbuch zur regionalen Zeitgeschichte. Siegen 2001.
- Seye kein Ziegeuner, sondern kayserlicher Cornet. Sinti im 17. und 18. Jahrhundert. Eine Untersuchung anhand archivalischer Quellen. Metropol, Berlin 2007; Rezension von Stephan Steiner auf recensio.net:  und von Wolfgang Wippermann auf Literaturkritik.de: .
- Mit Scheibenklirren und Johlen. Juden und Volksgemeinschaft. Geschichtswerkstatt Siegen, Siegen 2009[5]
- "Stets korrekt und human" : der Umgang der westdeutschen Justiz mit dem NS-Völkermord an den Sinti und Roma. Heidelberg University Publishing, Heidelberg 2023, ISBN 978-3-96822-197-7.

### Herausgeberschaften
- mit Klaus Bücker, Klaus Dietermann u. a., Konrad Kaletsch, der Flick-Konzern und das Siegerland. Versuch einer notwendigen Aufarbeitung, Siegen 1987, 2. Aufl.
- mit Karola Fings (Hrsg.): Zigeunerverfolgung im Rheinland und in Westfalen 1933–1945: Geschichte, Aufarbeitung und Erinnerung. Schöningh: Paderborn 2012 [darin zahlreiche Eigenbeiträge], ISBN 978-3-506-77356-2 [Autorenprofil auf S. 373], Kurzbiografie und Rezensionen zu Werken von Ulrich F. Opfermann bei Perlentaucher; English Historical Review, 5. September 2013, 128 (534), S. 1.300–1.302: ; Frankfurter Rundschau, 8. September 2012:
- mit Bernd D. Plaum und Kurt Schilde, Leben, Arbeit und Mentalität im Siegerland. Zusammenfassung von vorliegenden Erkenntnissen, Siegen 2007

### Buch-/Zeitschriftenbeiträge
- „Zigeuner“ im Verhör bei Marienthal im Jahre 1696. Zur Situation der „Zigeuner“ in der Grafschaft Sayn-Hachenburg, in: Nassauische Annalen, Bd. 107, 1996, S. 111–117
- Der „Mäckes“ – Zu Geschichte und Bedeutungswandel eines Schmähworts, in: Nassauische Annalen, Bd. 109, 1998, S. 363–386
- Relikte des Manischen und des Jenischen in Wittgenstein und im Siegerland, in: Klaus Siewert (Hrsg.), Aspekte und Ergebnisse der Sondersprachenforschung. II. Internationales Symposion 28. bis 31. Mai 1997 in Brüssel (Sondersprachenforschung, Bd. 4), Wiesbaden 1999, S. 111–134
- Zigeunerverfolgung, Enteignung, Umverteilung. Das Beispiel der Wittgensteiner Kreisstadt Berleburg, in: Alfons Kenkmann/Bernd-A. Rusinek (Hrsg.), Verfolgung und Verwaltung. Die wirtschaftliche Ausplünderung der Juden und die westfälischen Finanzbehörden, Münster 1999, S. 67–86
- The registration of Gypsies in National Socialism. Responsibility in a German region, in: Romani Studies (continuing Journal of the Gypsy Lore Society), 5th Series, Vol. 11, No. 1 (2001), S. 25–52
- mit Kurt Schilde: „Dynamit im Siegerland“. Der Prozess gegen Siegerländer Kommunisten vor dem Reichsgericht 1925, in: Siegener Beiträge. Jahrbuch für regionale Geschichte, 7 (2002), S. 69–104
- Aus den Akten eines Inquisitionsprozesses in der Grafschaft Wittgenstein-Hohenstein. Über Armutsdelinquenz und jenisches Leben in der ersten Hälfte des 18. Jahrhunderts. In: Johannes Burkhardt, Ulf Lückel (Hrsg.): Aufsätze zu Geschichte und Naturkunde Wittgensteins. Eberhard Bauer zum 75. Geburtstag. Kreuztal 2004, S. 197–233.
- Zur Situation der „Zigeuner“ in den Territorialstaaten zwischen Main, Lahn und Sieg in der ersten Hälfte des 18. Jahrhunderts. Drei Fälle im Vergleich, in: „Diebstahl im Blick“? Zur Kriminalisierung der „Zigeuner“. Herausgegeben im Auftrag der Gesellschaft für Antiziganismusforschung v. Udo Engbring-Romang und Wilhelm Solms (= Beiträge zur Antiziganismusforschung, Bd. 2), Seeheim 2005, S. 64–115
- „Es kann hier keinerlei Rücksichten geben.“ Enteignung und Deportation am Beispiel einer kleinstädtischen Familie, in: Arbeitskreis der NS-Gedenkstätten und -Erinnerungsorte in NRW (Hrsg.), Gewalt in der Region. Der Novemberpogrom in Rheinland und Westfalen, Düsseldorf 2008, S. 92–97
- „Vertilgung“ und „Pardon“. Normsetzung und Rechtspraxis gegen Sinti in Westfalen im 18. Jahrhundert, in: Rheinisch-westfälische Zeitschrift für Volkskunde, Bd. 54 (2009), S. 63–88
- Berleburg im Nationalsozialismus, in: Rikarde Riedesel, Johannes Burkardt, Ulf Lückel (Hrsg.), Bad Berleburg – Die Stadtgeschichte, Bad Berleburg 2009, S. 215–246
- Die Jenischen und andere Fahrende. Eine Minderheit begründet sich, in: Jahrbuch für Antisemitismusforschung, 19 (2010), S. 126–150
- „Zigeuner“ im Rheinland und in Westfalen. Ein Überblick von den ersten Belegen bis ans 19. Jahrhundert, in: Karola Fings, Ulrich Friedrich Opfermann (Hrsg.), Zigeunerverfolgung im Rheinland und in Westfalen. 1933–1945. Geschichte, Aufarbeitung und Erinnerung, Paderborn 2012, S. 23–36
- Preußen – Kaiserreich – Weimar. Umbrüche und Kontinuitäten, in: Karola Fings, Ulrich Friedrich Opfermann (Hrsg.), Zigeunerverfolgung im Rheinland und in Westfalen. 1933–1945. Geschichte, Aufarbeitung und Erinnerung, Paderborn 2012, S. 37–52
- Genozid und Justiz. Schlussstrich als „staatspolitische Zielsetzung“, in: Karola Fings, Ulrich Friedrich Opfermann (Hrsg.), Zigeunerverfolgung im Rheinland und in Westfalen. 1933–1945. Geschichte, Aufarbeitung und Erinnerung, Paderborn 2012, S. 315–326
- Paula Fechenbach und Robert Jagusch. Jüdische Lebensgeschichten im 20. Jahrhundert, in: Siegener Beiträge. Jahrbuch für regionale Geschichte, 17 (2012), S. 223–246
- „Zigeuner“ auf der Heimatbühne. Eine Sauerländer Erfolgsautorin und ihr Hauptwerk, in: Christine-Koch-Mundartarchiv in Zusammenarbeit mit dem Kreisheimatbund Olpe (Hrsg.), Josefa Berens-Totenohl (1891–1969). Nationalsozialistische Erfolgsautorin aus dem Sauerland. Forschungsbeiträge von Peter Bürger, Reinhard Kiefer, Monika Löcken, Ortrun Niethammer, Ulrich Friedrich Opfermann und Friedrich Schroeder, Eslohe 2014, S. 69–84
- „Zigeuner“: Fiktion und Wirklichkeit in einer westdeutschen Region. Ein Beitrag zur Minderheitengeschichte am Niederrhein im 19. und 20. Jahrhundert, in: Die Heimat. Krefelder Jahrbuch, 85 (2014), S. 50–63
- "Zu Teutschland lang gezogen und geporen". Zur frühneuzeitlichen Geschichte der Sinti in Mitteleuropa, in: Oliver von Mengersen (Hrsg.), Sinti und Roma. Eine deutsche Minderheit zwischen Diskriminierung und Emanzipation (hrsg. von der Bundeszentrale für politische Bildung und der Bayerischen Landeszentrale für politische Bildungsarbeit), Bonn und München 2015, S. 25–47
- Weimar: "Die Rassenkunde gibt Aufschluß", in: Oliver von Mengersen (Hrsg.), Sinti und Roma. Eine deutsche Minderheit zwischen Diskriminierung und Emanzipation (hrsg. von der Bundeszentrale für politische Bildung und der Bayerischen Landeszentrale für politische Bildungsarbeit), Bonn und München 2015, S. 71–85
- Von Ameisen und Grillen. Zu Kontinuitäten in der jüngeren und jüngsten deutschen Zigeunerforschung, in: Thomas Baumann, Jacques Delfeld jr. u. a., Antiziganismus. Soziale und historische Dimensionen von „Zigeuner“-Stereotypen (hrsg. vom Dokumentations- und Kulturzentrum Deutscher Sinti und Roma), Heidelberg 2015, S. 200–222, auch als Online-Version:
- Zur Lage der Roma in Deutschland von der Reichsgründung 1871 bis 1933, in: Winfried Nerdinger (Hrsg.), Die Verfolgung der Sinti und Roma in München und Bayern 1933–1945. Publikation zur Ausstellung im NS-Dokumentationszentrum München, Berlin 2016, S. 56–70
- mit Klaus Dietermann, Die Juden im Fürstentum Siegen, in: Historisches Handbuch der jüdischen Gemeinschaften in Westfalen und Lippe. Die Ortschaften und Territorien im heutigen Regierungsbezirk Arnsberg. Hrsg. von Frank Göttmann, Redaktion Wilfried Reininghaus, Burkhard Beyer und Rita Schlautmann-Overmeyer, (Veröffentlichungen der Historischen Kommission für Westfalen. Neue Folge 12), Münster 2016, S. 99–104
- mit Klaus Dietermann, Siegen, in: Historisches Handbuch der jüdischen Gemeinschaften in Westfalen und Lippe. Die Ortschaften und Territorien im heutigen Regierungsbezirk Arnsberg. Hrsg. von Frank Göttmann, Redaktion Wilfried Reininghaus, Burkhard Beyer und Rita Schlautmann-Overmeyer (Veröffentlichungen der Historischen Kommission für Westfalen. Neue Folge 12), Münster 2016, S. 731–742
- Restbestände des Romanes und des Jenischen in Wittgenstein und im Siegerland, in: Klaus Siewert (Hrsg.), Geheimsprachen in Westfalen, Bd. 3, Hamburg/Münster 2017, S. 221–254
- Anmärkningar rörande sintier, militär och migration i den tidiga moderna historiens Mellan- och Nordeuropa, in: Drabbrikan, Nr. 8, Juni 2018, S. 10–18, siehe:
- „Fahrendes Volk“. Binnenmigration in und aus dem alemannischen Raum im 19. und 20. Jahrhundert, in: Juliane Geike/Andreas Haasis-Berner (Hrsg.), Menschen in Bewegung (Lebenswelten im ländlichen Raum. Historische Erkundungen in Mittel- und Südbaden, Bd. 4), Heidelberg u. a. 2019, S. 189–235
- „… eines Tattern Kind, so mann Heyden nennet, jedoch Xsten sind“. Zur Christlichkeit der Sinti-Minderheit nach frühneuzeitlichen Quellen, in: ZfG, 67 (2019), H. 2, S. 101–117
- Sinti im frühneuzeitlichen Militär- und Policeydienst. Quellen und Überlieferungsbildung, in: Frühneuzeit-Info, hrsg. vom Institut für die Erforschung der Frühen Neuzeit, Wien, 30 (2019), S. 56–78

### Netzpublikationen u. a.
- Wenn die Straße ruft, ZDF-Fernsehproduktion [zur Lage der Jenischen in Südwestdeutschland], Regie: Maike Conway, Matti Bauer, Themenexpertise Christof Baudrexel, Ulrich Opfermann, Deutschland 2001
- Bearb., Regionales Personenlexikon zum Nationalsozialismus in den Altkreisen Siegen und Wittgenstein, Siegen 2014,
- Mitbearb., Aktives Gedenkbuch für die Opfer des Nationalsozialismus im Kreis Siegen-Wittgenstein, Siegen 2015,
- Bearb., Verzeichnis der den Regierungsbezirk Düsseldorf betreffenden Archivalien zur Geschichte der Sinti und anderer Roma-Gruppen, 2018,
- Mitbearb., Widerspruch und Widerstand. Opposition gegen den Nationalsozialismus in den Altkreisen Siegen und Wittgenstein, Siegen 2018,
- Zu Widerspruch und Widerstand aus der Roma-Minderheit gegen NS-Bewegung und NS-System in der Rhein-Ruhr-Region, in: Interkultur Ruhr, Essen 2020,
- Von wegen demokratisch. In: junge welt. 15. März 2025, abgerufen am 17. März 2025.